# Dorfkirche Wismar

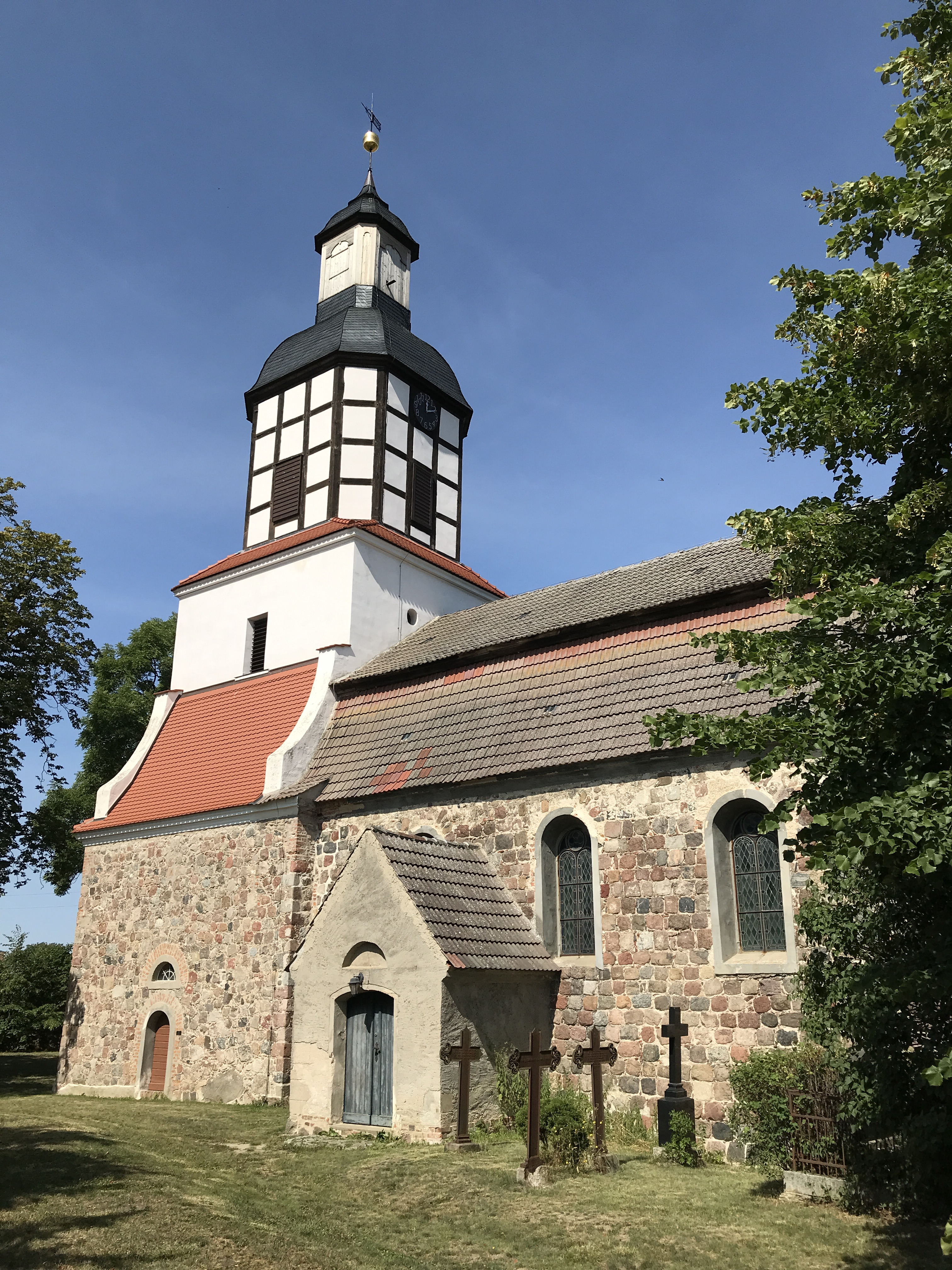
Dorfkirche Wismar

Die evangelische Dorfkirche Wismar ist eine Feldsteinkirche in Wismar, einem Ortsteil der Gemeinde Uckerland im Landkreis Uckermark im Land Brandenburg.

## Lage
Die Straße Wismar führt von Westen kommend in östlicher Richtung auf den historischen Dorfanger zu. Dieser wird von einer weiteren Straße von Norden kommend in südlicher Richtung geteilt. Die Kirche steht östlich dieser Kreuzung auf einem Grundstück mit einem Kirchfriedhof, der mit einer Mauer aus unbehauenen und nicht lagig geschichteten Feldsteinen eingefriedet ist.

## Geschichte
Das Bauwerk entstand in der zweiten Hälfte des 13. Jahrhunderts. 1825 wurde der dreigeschossige Westturm errichtet, der östliche Giebel erneuert und an der Südseite eine Vorhalle angefügt. Anfang des 21. Jahrhunderts restaurierten Experten den Taufengel aus dem Jahr 1788, der seit 2010 wieder im Bauwerk hängt.

## Baubeschreibung

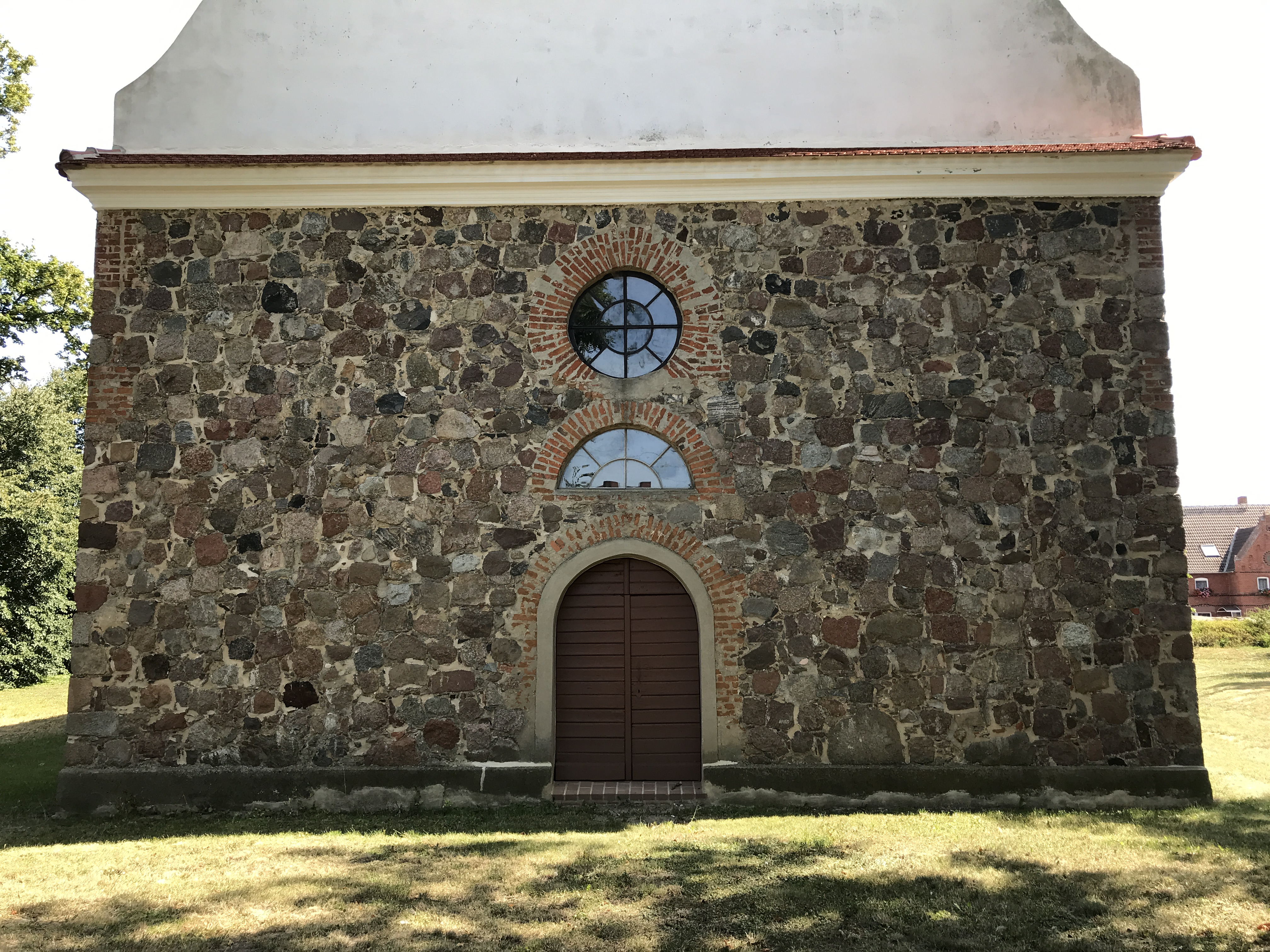
Westportal

Die Kirche entstand im Wesentlichen aus Feldsteinen, die mäßig behauen und überwiegend lagig geschichtet wurden. Der Chor ist gerade und nicht eingezogen. Spuren von Ausbesserungsarbeiten am Chorschluss deuten darauf, dass sich dort ursprünglich eine Dreifenstergruppe befand. Das mittlere vormals rundbogenförmige Fenster ist zugesetzt und verputzt. Seitlich sind je ein großes Rundbogenfenster mit einer breiten ebenfalls verputzten Fasche. Sie gehen im oberen Bereich in ein verputztes, später aufgesetztes Geschoss über, in dem sich zwei weitere, hochrechteckige Fenster befinden.
Daran schließt sich das Kirchenschiff an. An der Nordseite des Langhauses sind insgesamt vier große Rundbogenfenster, die gleichmäßig über die Fassade verteilt wurden. Im östlichen Bereich sind die abgebrochenen Reste eines Anbaus, möglicherweise einer Sakristei, erkennbar. Weiterhin befindet sich eine große, ebenfalls mittlerweile zugesetzte Rundbogenpforte an der Fassade. Sie war zwischen dem dritten und vierten Fenster – von Osten her gesehen – verbaut und ist mit Feldsteinen und Mauersteinen verschlossen. An der Südseite sind ebenfalls vier große Rundbogenfenster. An Stelle der Pforte ist hier eine kleine rechteckige Vorhalle, die von Süden her über eine gedrückt-segmentbogenförmige Tür betreten werden kann. Darüber ist eine nach unten geöffnete, halbkreisförmige Blende. Während die Vorhalle ein schlichtes Satteldach trägt, ist das Langhaus von einem Mansarddach gedeckt.
Im Westen schließt sich der Kirchturm an. Er ist ein wenig breiter als das Schiff und entstand aus wenig behauenen und nicht mehr lagig geschichteten Feldsteinen. An der Westseite ist eine Rundbogenpforte, die mit einer Fasche betont wird. Der Bogen ist aus rötlichem Mauerstein errichtet. Oberhalb ist ein halbkreisförmiges Fenster, darüber ein Ochsenauge, ebenfalls in Mauerstein eingefasst. An der Nord- und Südseite befindet sich je eine weitere Pforte, darüber ein halbkreisförmiges Fenster. Darüber erhebt sich in barocken Formen das Turmgeschoss. Der Giebel ist hell verputzt, an den drei zugänglichen Seiten ist je eine hochrechteckige Öffnung. Darüber erhebt sich ein achteckiger Aufsatz aus Fachwerk. An allen vier Seiten ist je eine Klangarkade, die im Osten und Westen durch eine darüberliegenden Turmuhr ergänzt wurde. Oberhalb einer geschweiften Turmhaube erstreckt sich ein kleiner Turmhelm, der mit Turmkugel und Wetterfahne abschließt.

## Ausstattung

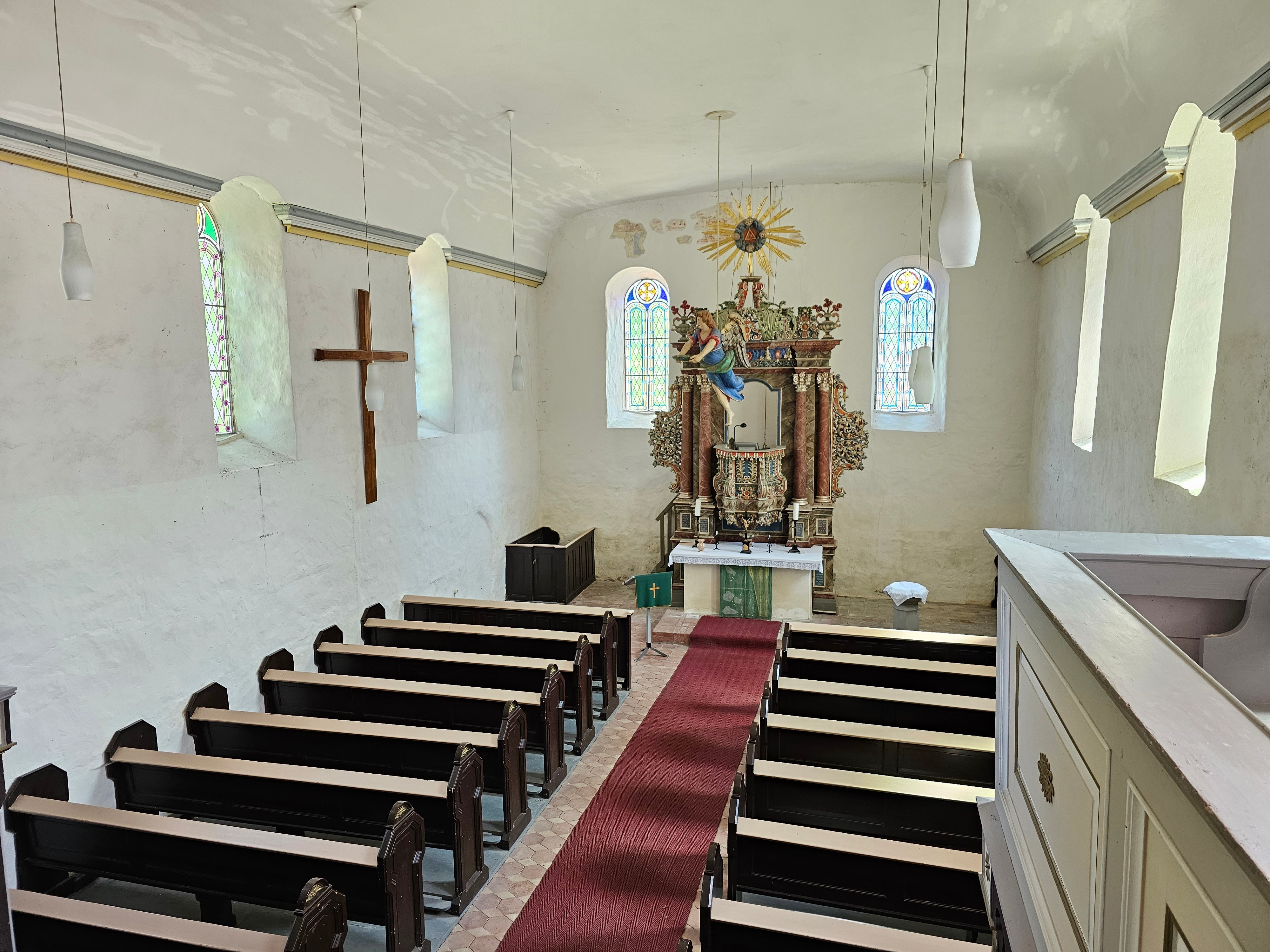
Innenraum (2023)

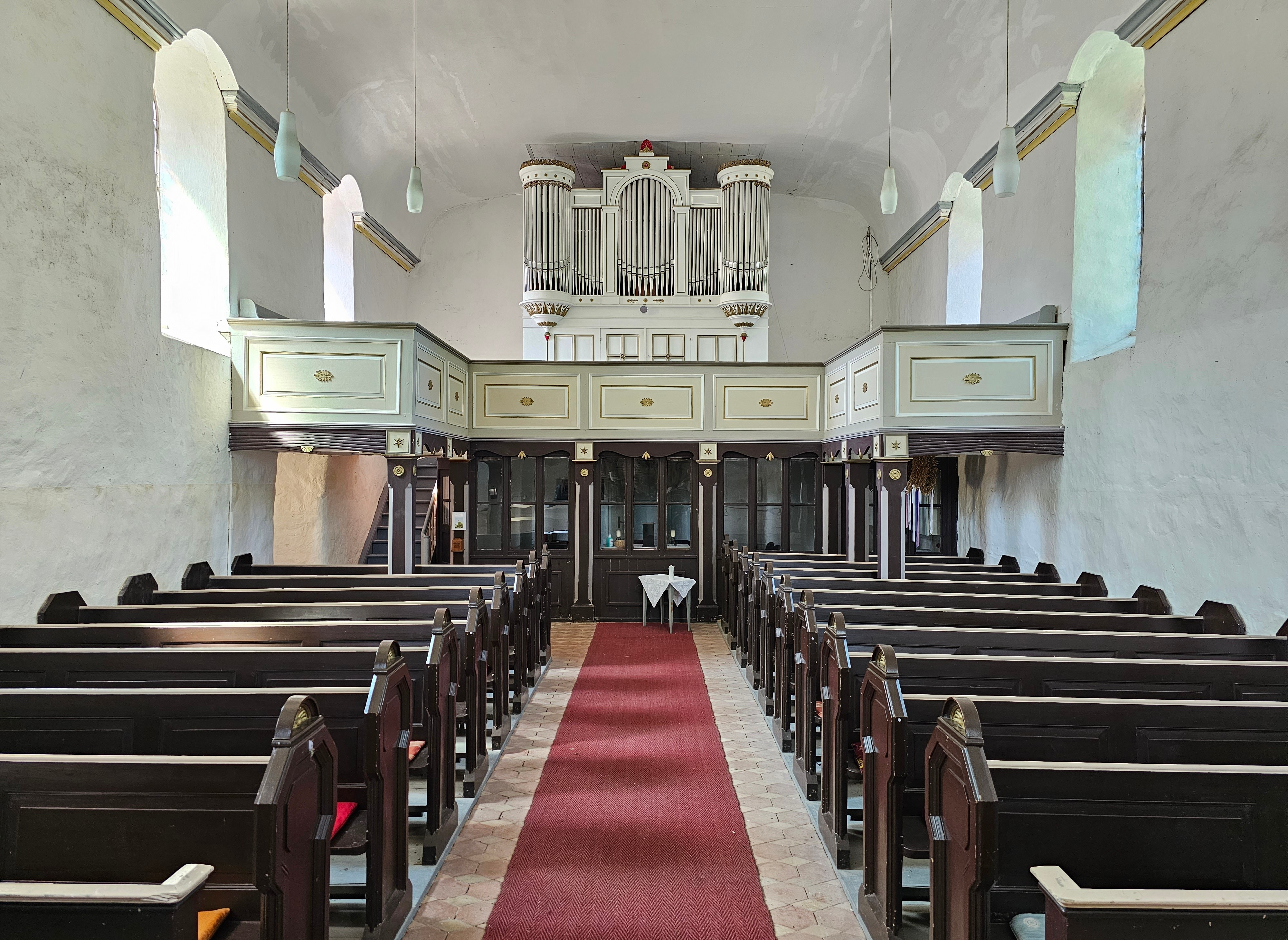
Innenraum, Blick zur Orgel

Der Kanzelaltar aus dem Jahr 1741 stammt aus der Kirche in Schwarzensee in Mecklenburg-Vorpommern. Nachdem die dortige Fachwerkkirche baufällig geworden war und abgerissen wurde, kam das Werk nach Wismar. Der dortige Altar war vom Holzwurm befallen. Der Säulenaufbau ist reichhaltig mit Akanthus verziert; auf dem Schalldeckel eine Strahlenglorie. Der Altar wurde im Jahr 2005 restauriert.
Der Taufengel wurde 1788 für 40 Reichstaler angeschafft. Die rund 1,43 m große Figur befand sich von ca. 1910 bis in die 1960er Jahre im Kulturhistorischen Museum in Prenzlau und wurde 2010 restauriert. Die von den Familien von Armin und von Stülpnagel angeschaffte Figur hält in den Händen einen mit Bändern umwickelten Lorbeerkranz. In den 1960er Jahren kam das Werk zurück in die Kirche und wurde dort oberhalb der Empore aufgehängt. Durch einen Absturz wurde sie erheblich beschädigt und in der Mitte der 1980er Jahre unfachmännisch überfasst. 2004 stellte sich heraus, dass die Figur vom Holzwurm befallen war, der mit Stickstoff bekämpft wurde. Anschließend injizierten Experten eine Kunstharzlösung in die Figur und konnten sie so stabilisieren. Nachdem die originale Farbfassung wiederhergestellt war, kehrte der Taufengel 2010 in die Kirche zurück und hängt seit dieser Zeit vor dem Kanzelaltar.
Zur weiteren Kirchenausstattung gehören eine hölzerne Taufe aus dem 18. Jahrhundert, eine Truhe aus dem 17. Jahrhundert sowie eine Holztür mit Eisenbeschlägen aus dem 18. Jahrhundert, die den Turmraum verschließt. Eine Gedenktafel erinnert an zwei 1866 und 1870 gefallene Brüder. Die Tafel war mit zwei Eisernen Kreuzen verziert, die in der Zeit der DDR entfernt werden mussten.
Die Westempore stammt aus dem 19. Jahrhundert. Darauf steht eine Orgel, die Friedrich Wilhelm Kaltschmidt nach Angaben des Brandenburgischen Landesamtes für Denkmalpflege und Archäologische Landesmuseum (BLDAM) im Jahr 1840 schuf. Das Instrument besitzt zwei Manuale und Pedal und 10 Register.
Westlich der Kirche steht ein weiteres Denkmal, das aus Feldsteinen errichtet wurde. Auf einer schwarzen Marmorplatte wird den Gefallenen der Befreiungskriege sowie den Gefallenen aus dem Ersten und Zweiten Weltkrieg gedacht.

## Kirchengemeinde
Die Kirchengemeinde Wismar gehörte bis 1974 zum Kirchenkreis Strasburg der Kirchenprovinz Mark Brandenburg bzw. der Evangelischen Kirche in Berlin-Brandenburg und anschließend zum Kirchenkreis Pasewalk der Pommerschen Evangelischen Kirche. Seit Mai 2012 ist sie Teil der Pfarramts Strasburg in der Propstei Pasewalk im Pommerschen Evangelischen Kirchenkreis des Sprengel Mecklenburg und Pommern (Sitz des Sprengel-Bischofs in Greifswald) der Evangelisch-Lutherischen Kirche in Norddeutschland.